# Congregação das Irmãs Franciscanas de Nossa Senhora das Vitórias
A Congregação das Irmãs Franciscanas de Nossa Senhora das Vitórias é uma congregação religiosa católica fundada, a 15 de janeiro de 1884, pela Venerável Mary Jane Wilson, conjuntamente com a sua primeira colaboradora, Amélia Amaro de Sá, na cidade do Funchal, na ilha da Madeira.
As religiosas da congregação são popularmente conhecidas pelo nome de Irmãs Vitorianas.